# 敦賀県

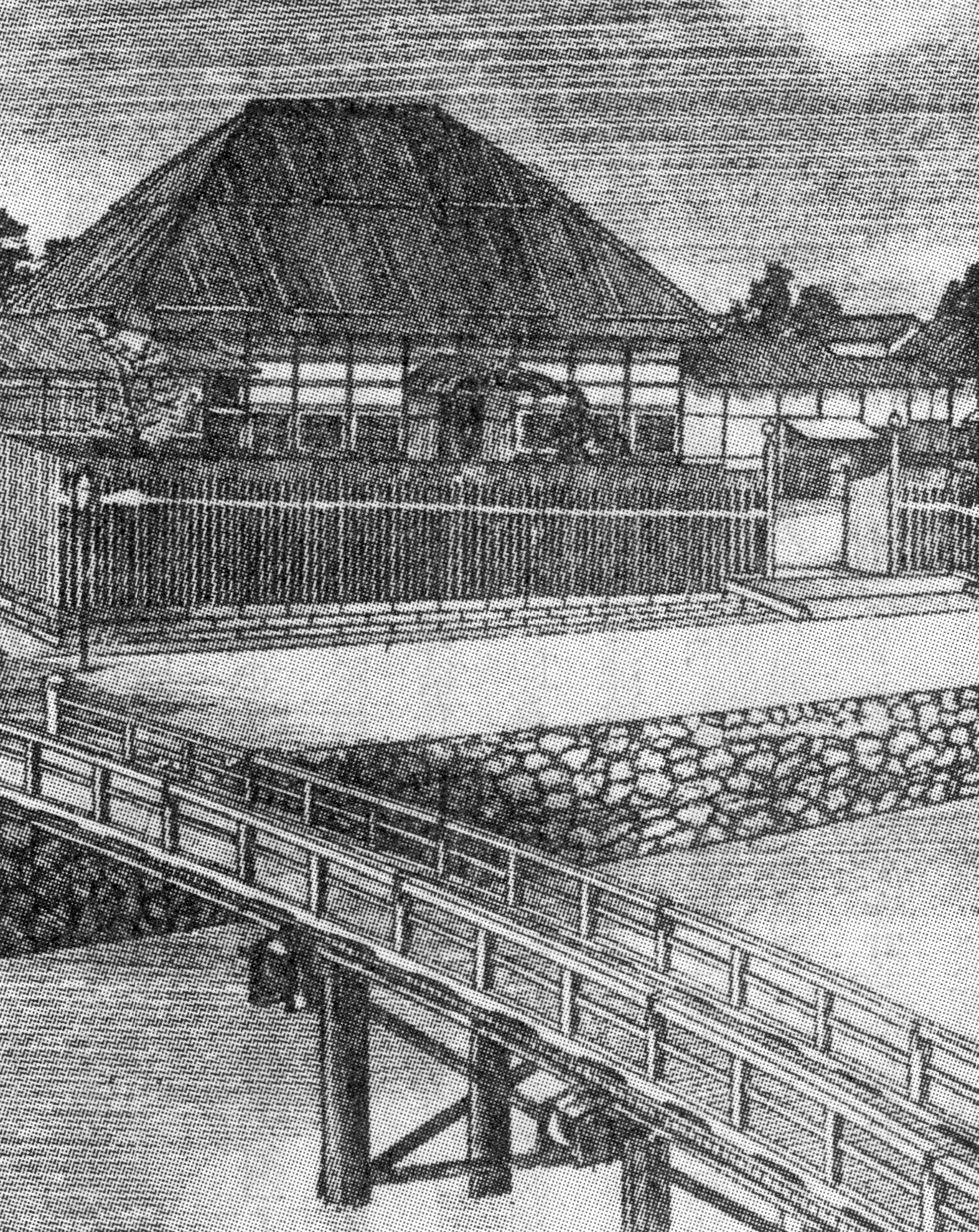
敦賀県庁舎

敦賀県（つるがけん）は、1871年（明治4年）に越前国南部と若狭国一円を管轄するために設置された県。当初の範囲は現在の福井県嶺北南部および嶺南全域、1873年（明治6年）の足羽県編入以降の範囲はほぼ現在の福井県全域にあたる。

## 概要
県庁所在地は敦賀。

## 沿革
- 明治4年11月20日（1871年12月31日） - 第1次府県統合により、越前国今立郡・南条郡・敦賀郡および若狭国一円の区域をもって敦賀県が発足。管轄地域内に藩庁が所在した鯖江県・小浜県が廃止。
- 明治6年（1873年）1月4日 - 足羽県を編入。現在の福井県とほぼ同じ県域となる。
- 明治9年（1876年）8月21日 - 木ノ芽峠以北（嶺北）の越前国足羽郡・吉田郡・坂井郡・大野郡・今立郡・丹生郡・南条郡を石川県に、同以南（嶺南）の越前国敦賀郡および若狭国一円を滋賀県に合併。同日敦賀県廃止。嶺北すなわち石川県に編入された6郡及び当時慣例として1郡として扱われていた南条郡（法的には丹生郡の一部とされていた）の7郡を「越前7郡」とも呼んだ。

## 管轄地域
- 越前国
  - 今立郡
  - 南条郡
  - 敦賀郡
- 若狭国一円

以下は足羽県編入以降
- 越前国
  - 足羽郡
  - 吉田郡
  - 坂井郡
  - 大野郡
  - 丹生郡

## 歴代知事
- 明治4年11月20日（1871年12月31日） - 明治5年2月29日（1872年4月6日） ： 参事・熊谷直光（前本保県大参事、元秋田藩士）
- 明治5年3月7日（1872年4月14日） - 明治5年4月2日（1872年5月8日） ： 参事・寺島直（前敦賀県権参事、現在の千葉県小見川出身）
- 明治5年4月2日（1872年5月8日） - 明治6年（1873年）2月19日 ： 参事・藤井勉三（前敦賀県権令、旧山口藩士）
- 明治6年（1872年）2月19日 - 明治8年（1875年）1月25日 ： 権令・藤井勉三（前敦賀県参事）
- 明治8年（1875年）1月25日 - 明治9年（1876年）8月21日 ： 県令・山田武甫（前内務省六等出仕、元熊本藩士）